# Красная Горка (Юрьев-Польский район)
Красная Горка — село в Юрьев-Польском районе Владимирской области России, входит в состав Небыловского сельского поселения.

## География
Село расположено в 17 км на северо-запад от центра поселения села Небылое и в 15 км на восток от райцентра города Юрьев-Польский.

## История
Образован в начале 1960-х годов как посёлок Ледневского участка совхоза «Леднево» в составе Никульского сельсовета. В 1966 году посёлок Ледневского участка совхоза «Леднево» переименован в посёлок Красная Горка.
С 1977 года посёлок — в составе Федоровского сельсовета, с 2005 года — в составе Небыловского сельского поселения.

## Население
| 2002 | 2010 | 2021 |
| ---- | ---- | ---- |
| 121  | ↘105 | ↘85  |